# Jules Cran
Pour les articles homonymes, voir Cran.
Jules Cran (Thuin, 10 mars 1876 – Schaerbeek, 2 février 1926) est un artiste peintre belge de portraits, de scènes historiques, de natures mortes et de paysages.

## Biographie
Jules Ernest Joseph Cran, né le 10 mars 1876, est le fils de François Cran, maître ferronnier, et de Joséphine Leroy.
En 1886, il commence ses études secondaires au Collège communal de Thuin avant de les terminer à l'Athénée de Chimay. Il y découvre son don pour le dessin et croque ses condisciples et professeurs sur ses cahiers d'écolier.
De 1892 à 1896, il fait des études artistiques à l'Académie royale des beaux-arts de Bruxelles. Il y reçoit l'enseignement de Joseph Stallaert (1825-1903) et Jean-François Portaels (1818-1895).
Jules Cran avait une grande admiration pour les peintres de la Renaissance et les peintres romantiques français tels que Eugène Delacroix, Ingres et Géricault. En 1900, il remporte le prix Godecharle avec le tableau Caïn. Grâce à ce prix, il peut voyager à l’automne 1900 à Paris où il se rend au Louvre pour étudier le style des peintres français qu'il admire.
Comme jeune peintre, ce sont en effet les grandes compositions héroïco-historiques qui constituent ses premières sources d'inspiration. En témoigne Les Filles du Rhin sujet inspiré de la tétralogie de Richard Wagner.

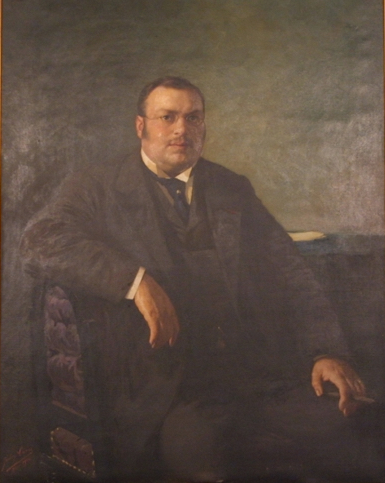
Portrait de Raoul Warocqué (1908)

Au cours des années qui suivent, Jules Cran s'affirme comme portraitiste et reçoit de nombreuses commandes. Il participe à des expositions internationales. Le portrait de sa mère lui vaut des prix aux expositions de Charleroi en 1911 et de Turin en 1912.

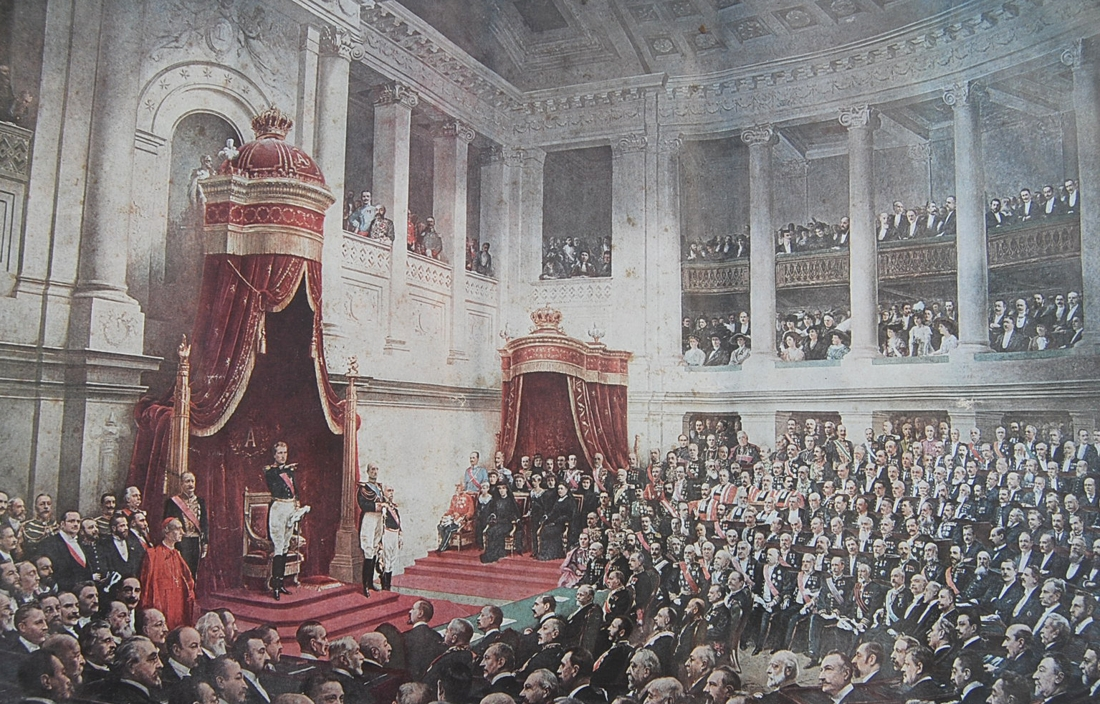
La prestation de Serment du roi Albert I^{er} (1914)

La consécration lui vient quand le gouvernement belge lui commande un tableau de grand format : La prestation de Serment du roi Albert Ier. Il y représente environ quatre cent députés, sénateurs, etc. Il mettra deux ans et demi pour le terminer en 1914.
Quoique portraitiste, il utilisait ses vacances pour peindre des paysages de la région thudinienne ou des marines à Nieuport.
Après le décès de sa mère à l'automne 1914, Jules Cran sombre peu à peu dans l'alcoolisme. S'étant fixé à Schaerbeek en 1916, il y décèdera précocement en 1926.
Par testament, il lègue plusieurs de ses œuvres majeures à sa ville natale. Une Tête de Christ est exposée à l'église de la Ville-Basse de Thuin, alors que le portrait Ma Mère, le Portrait de Mme. Cran ainsi que Caïn ne dormant pas, rêvait au pied des monts et Les Filles du Rhin sont exposées dans la maison communale de Thuin.
Il a été inhumé au cimetière de Thuin.

## Sélection d'œuvres
- 1895 : Vase fleuri de chrysanthèmes avec coccinelle ;
- 1900 : Caïn ;
- 1901 : Paysage ;
- 1902 : 
  - Les Filles du Rhin[6] ;
  - Femme au manchon (Exposition de Thuin) ;
  - Tête de Christ (Exposition de Thuin) ;
  - L'Étang (Exposition de Thuin) ;
  - Drève d'Overyssche (Exposition de Thuin) ;
  - Ferme ensoleillée (Exposition de Thuin) .
- 1904 : 
  - Portrait de Georges Jacqmotte (exposé au salon d'Anvers) ;
  - Portrait de Mr. Pottier en chasseur ;
  - Premiers Beaux Jours (exposé au salon d'Anvers) ;
  - Dolce farniente (exposé au salon d'Anvers) ;
  - La Toilette (exposé au salon  d'Anvers) ;
  - Ma Mère ;
  - Un Gosse.
- 1905 : 
  - La Sambre à Thuin ;
  - Après la pluie ;
  - Portrait du docteur Bayet ;
  - Portrait de Violoncelliste ;
  - Bacchante.
- 1906 : Jour de marché à Nieuport ;
- 1908 : 
  - Portrait de Raoul Warocqué (hôtel communal de Morlanwelz) ;
  - Portrait de Mme Ropsy Chaudron ;
  - La Comparaison ;
  - La Guitariste ;
  - Portrait d'Édmond Peny.
- 1914 : La prestation de Serment du roi Albert Ier (Palais de la Nation) ;
- 1917 : Portrait d'Albert de Sébille ;
- 1921 : Les Gerbes ;
- 1921 : Maison dans les dunes à Coxyde ;
- 1921 : La maison aux fleurs ;
- s.d. : 
  - Vue du beffroi de Thuin ;
  - Portrait de Maurice des Ombiaux ;
  - Carrière à Thuin (patrimoine de la ville de Schaerbeek).